# Dvorana Baldekin
Sportska dvorana Baldekin ili skraćeno Baldekin, višenamjenska je sportska dvorana smještena u dijelu grada Šibenika, Baldekinu. Dvorana je predviđena za košarku, rukomet, odbojku i mali nogomet.
Dvoranu od 1973. koristi ŽKK Šibenik, u razdoblju od 1973. do 2010. godine koristio je KK Šibenik, a od 2010. do danas još su korisnici GKK Šibenka, MNK Crnica Šibenik, MNK Šibenik 1983 te OK Šibenik 91. Dvoranu je za potrebe treninga i utakmica također koristio i ugašeni košarkaški klub Jolly Jadranska banka Šibenik.

## Povijest
Dvorana se gradila početkom sedamdesetih godina prošlog stoljeća, a službeno je otvorena 1973. godine kao Sportska dvorana "Ivo Lola Ribar". U dvorani se od 15. do 18. veljače 2017. odigravao završni turnir kupa Krešimira Ćosića. Prilikom 1980-tih i 1890-tih, u dvoranu na Baldekinu natiskalo bi se i do 4000 ljudi, primjerice u ožujku i travnju 1983. godine na utakmicama Šibenke i Crvene zvezde te Šibenke i Bosne. 
Utakmicu s Crvenom zvezdom, prema procjenama, pratilo je gotovo 4000 ljudi uz pomoć dodatnih tribina postavljenih ispod oba koša u dvorani, koje se i danas koriste, no povremeno, kao primjerice, na završnici kupa Krešimira Ćosića 2016./17. Uz to su ljudi, u odnosu na danas, stajali na tzv. balkonu (katu iznad tribina), oko dodatnih tribina postavljenih ispod koševa, iza klupa igrača te iza zapisničkoga stola. Godine 2014. u dvorani se održavao i Hrvatski košarkaški All-Star.
Dvorana je preuređena 2015. godine, a dvije godine prije promijenjene su stolice na tribinama. Godine 2017., za potrebe polufinalne utakmice prvenstva Hrvatske između Šibenika i Cibone, postavljene su dodatne tribine, stoga je potpuni kapacitet iznosio 1726 sjedećih mjesta. Špekuliralo se kako će GKK Šibenik u sezoni 2017./18. zaigrati u regionalnoj ABA ligi ili FIBA-inoj Ligi prvaka pa su tom prilikom trebali biti postavljeni novi, montažni koševi koji bi odgovarali uvjetima za igranje takvih natjecanja, no do ulaska kluba u regionalno ili europsko natjecanje nije došlo, stoga nije bilo potrebe za povećanjem kapaciteta. 
Osim sportskih priredbi, u dvorani se održavaju i brojni skupovi i koncerti, poput koncerta Crvene jabuke i snimanja HRT-ove emisije Lijepom našom tijekom 2016. godine.